# Hein van de Poel
Hendrik Johannes (Hein) van de Poel (Middelburg, 23 juli 1915 - 's-Gravenhage, 22 februari 1993) was een Nederlands politicus.
Van de Poel was een katholieke beleidsmaker, die op sociaal terrein veel tot stand bracht als hoofddirecteur van het ABP en als staatssecretaris van Cultuur, Recreatie en Maatschappelijk Werk in het kabinet-De Jong. Hij streefde er steeds naar bij de beleidsvoorbereiding de mensen er zelf bij te betrekken. Hij eindigde zijn loopbaan als burgemeester van Ter Aar.
- Biografisch Portaal: 68443097
- Gemeinsame Normdatei: 1246528819
- Parlement.com: vg09llh5lxww
- Virtual International Authority File: 4943163813722839110006